# Ll

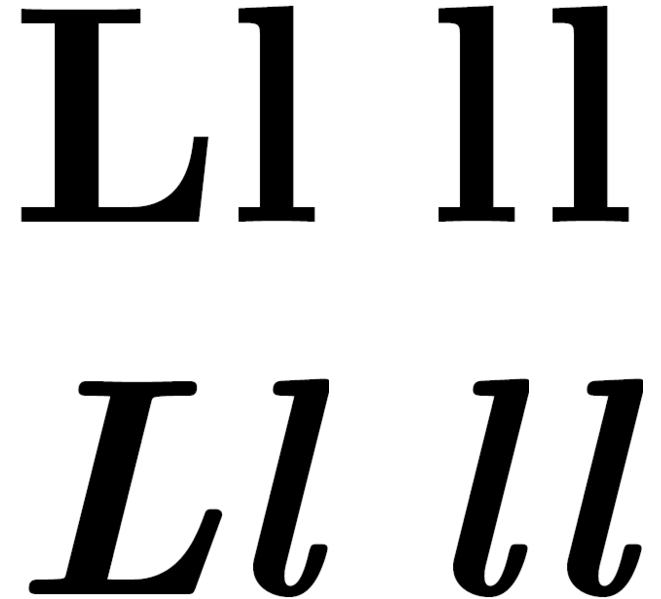
De verschillende vormen van ll

De ll is een digraaf die in het Spaans, het Welsh en het Albanees voorkomt.

## Spaans
Ll (elle) is een Spaanse digraaf. Deze wordt op verschillende manieren uitgesproken, afhankelijk van de regio. In het standaard-Castiliaans sprak men de ll uit als een palatale l. De uitspraak lj is daarvan een redelijke benadering. Het Spaanse woord voor "straat" ("calle") klonk dus ongeveer als calje. Tegenwoordig is in bijna geheel Spanje en het grootste deel van Latijns-Amerika de uitspraak als j en in Argentinië zelfs als sj of zj. Het verschijnsel waarbij de ll hetzelfde wordt uitgesproken als y heet yeísmo.

## Welsh
In het Welsh staat Ll voor een stemloze alveolaire laterale fricatief. De IPA-aanduiding is ɬ. Deze klank komt veel voor in plaatsnamen, doordat het woord Llan, "kerk" ermee begint. Voorbeelden zijn Llanelli en Llanrwst. De letter wordt apart geordend bij alfabetisch sorteren, lladrad komt na lwc.

## Albanees
In het Albanees staat de enkele l voor de alveolaire laterale approximant, de ll staat voor de gevelariseerde [ɫ] of velaire klank [ʟ].